# Casa dei Tre Oci

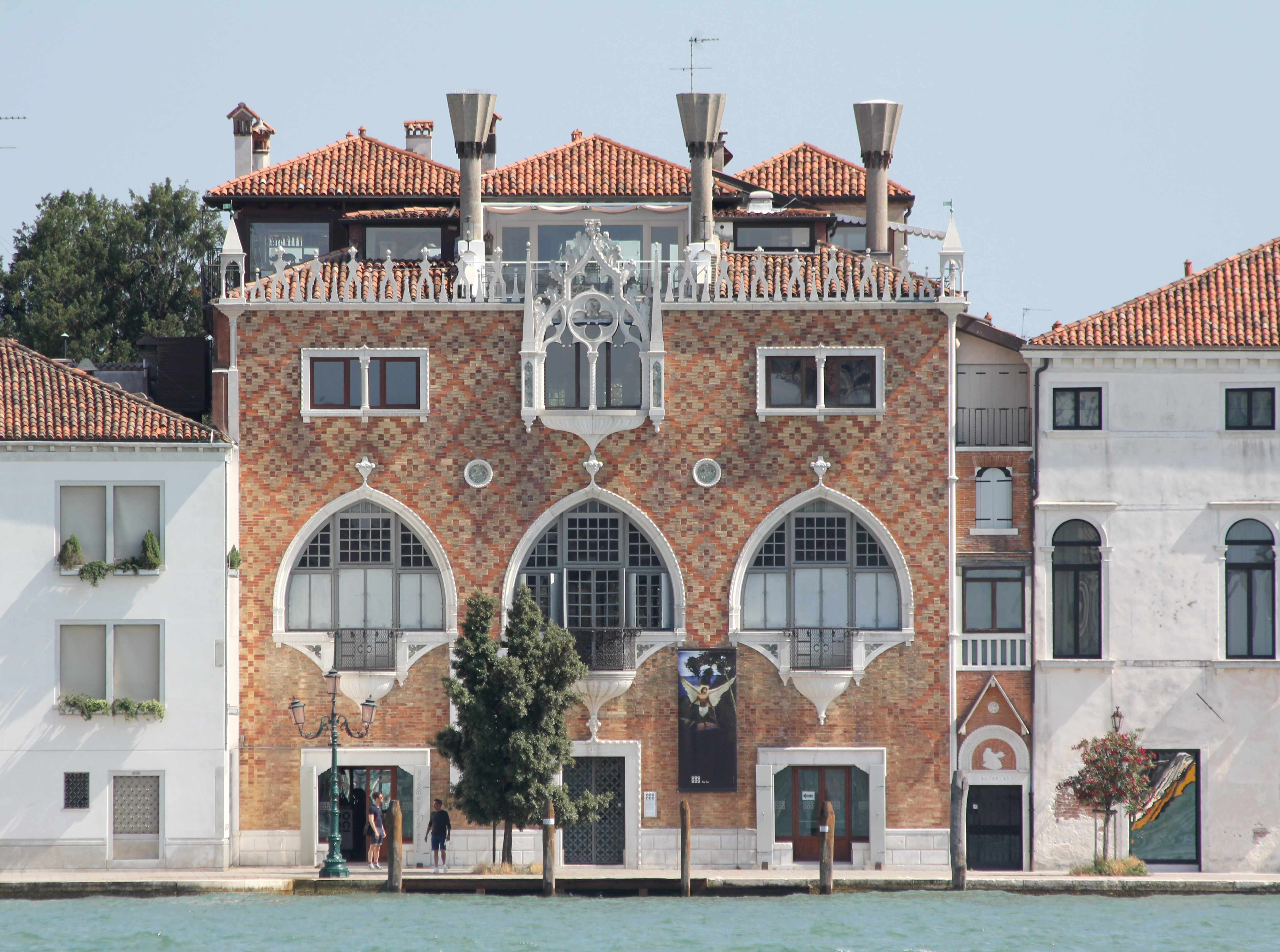
Casa dei Tre Oci

Casa dei Tre Oci, auch Casa di Maria, ist ein Palast in Venedig in der italienischen Region Venetien. Er liegt auf der Insel Giudecca mit Blick auf den Canale della Giudecca in der Mitte zwischen den Kirchen Le Zitelle und Redentore.

## Geschichte
Die Casa die Tre Oci (dt.: Drei-Augen-Haus) ist ein Gebäude aus dem 20. Jahrhundert, das mit zahlreichen bekannten Namen verbunden ist. Es wurde in den Jahren 1912 und 1913 vom Maler Mario de Maria aus der Emilia-Romagna als sein neues Wohnhaus in Venedig entworfen. Er wollte so an sein geliebtes Töchterchen Silvia erinnern, die 1905 verstorben war: Die drei großen Fenster an der Fassade stellen tatsächlich die drei überlebenden Mitglieder der Familie De Maria dar (Mario de Maria selbst, seine Gattin Emilia, geb. Voight, und deren Sohn Astolfo), wogegen das Doppelfenster darüber ein Symbol für die kleine Verstorbene ist.
In diesem Palast weilten und wohnten nach dem Tod von De Maria Persönlichkeiten, die mit der Welt der Kunst verbunden waren, wie z. B. der Architekt Renzo Piano. 1970 drehte Enrico Maria Salerno dort einige Szenen des Films Des Lebens Herrlichkeit.
Heute gehört das Haus der Polymnia Venezia srl., einer Gesellschaft, die kulturelle Veranstaltungen organisiert, die sich mit der Kunst des 20. Jahrhunderts beschäftigen. Im Inneren sind noch die originale Einrichtung und viele fotografische und künstlerische Materialien erhalten, die mit dem Leben von De Maria und dem Haus zu tun haben.

## Beschreibung
Der Palast ist ein Beispiel für die neugotische Architektur vom Anfang des 20. Jahrhunderts und ein Ergebnis verschiedener architektonischer Tendenzen, vom traditionellen, venezianischen Fondaco (dt. mittelalterlicher Speicher) bis zu den avantgardistischen des 20. Jahrhunderts. Das Gebäude hat drei Stockwerke, aber der Architekt unterstrich die Bedeutung des Hauptgeschosses mit den drei enormen Òci (dt.: Augen), großen Spitzbogenfenstern mit Blick auf den Canale della Giudecca und auf das Bacina di San Marco. In der Mitte des zweiten Obergeschosses sitzt das Doppelfenster, eingerahmt von neugotischen Verzierungen.

## Galeriebilder

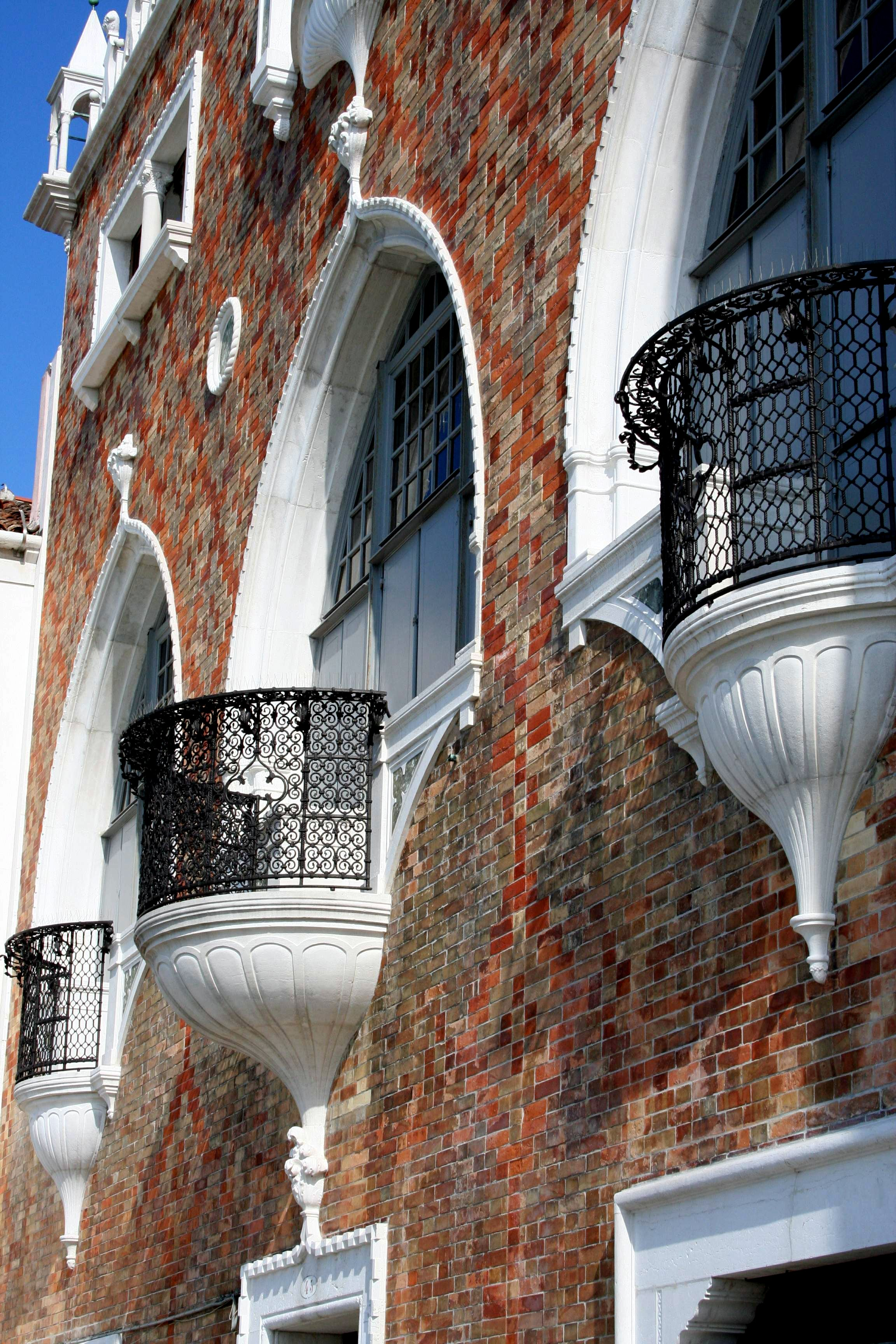
Die drei „Augen“
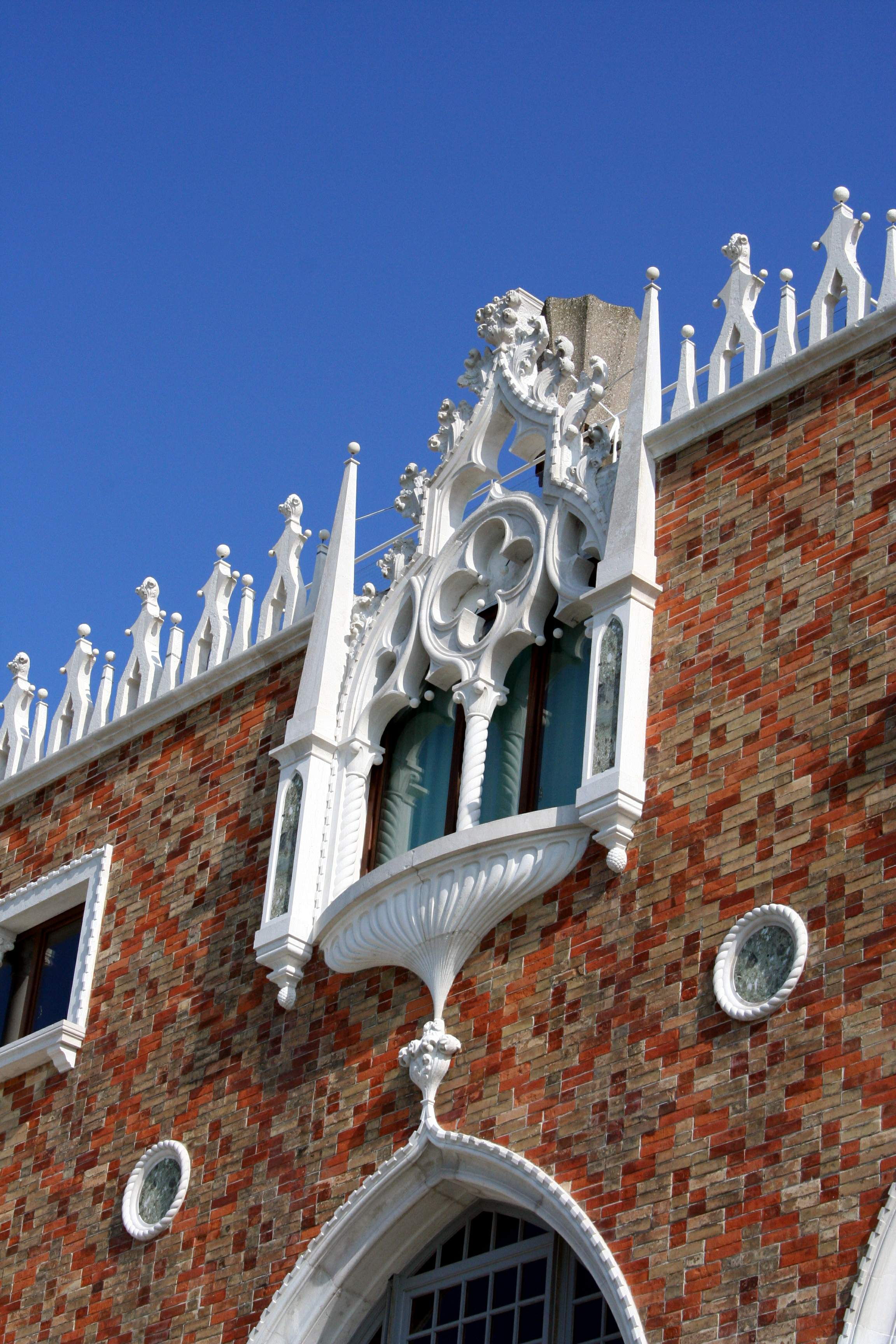
Das neugotische Doppelfenster im 2. Obergeschoss
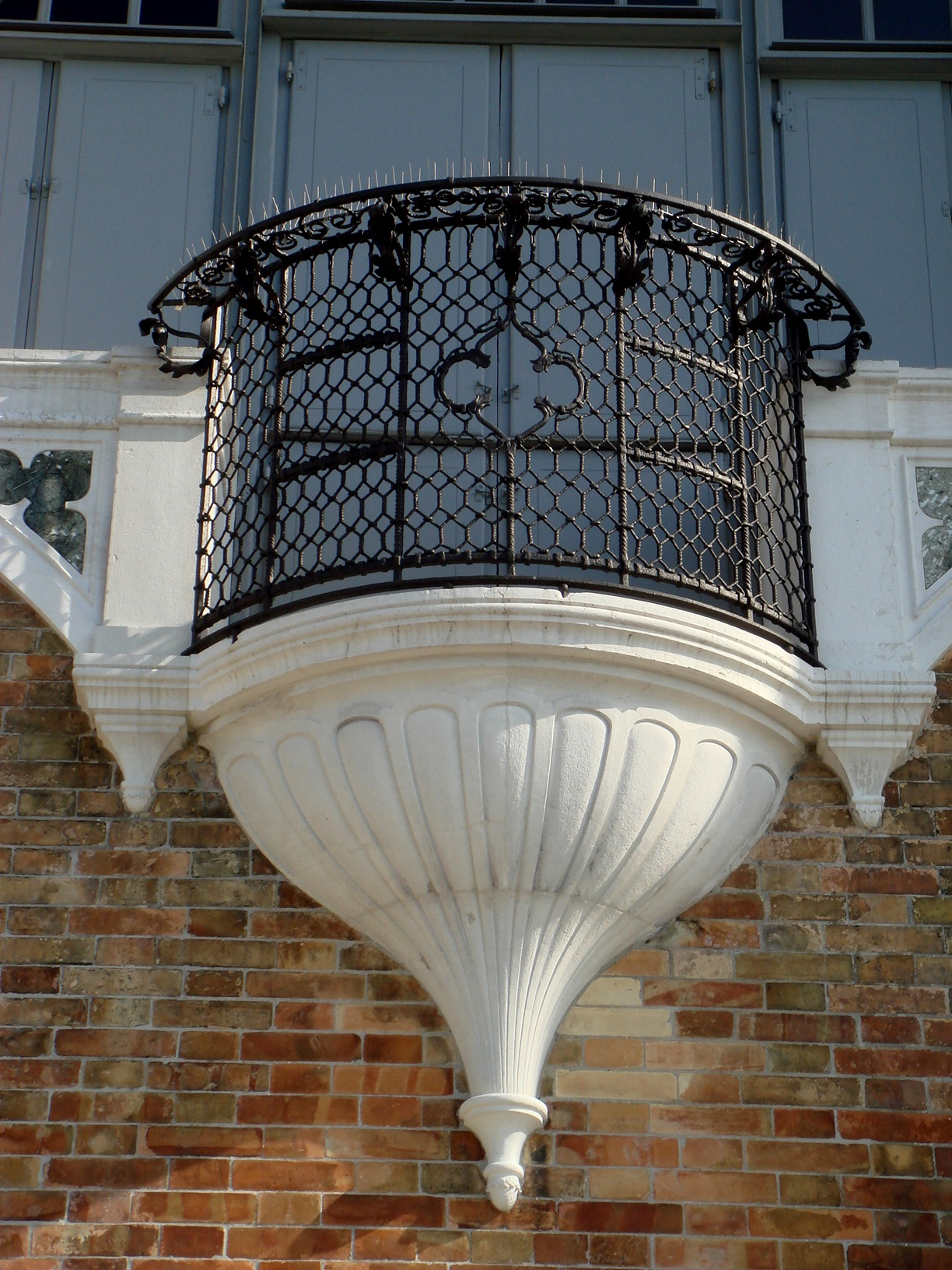
Detail von einem der drei kleinen Balkone